# Jacob-Bellecombette
Jacob-Bellecombette és un municipi francès situat al departament de la Savoia i a la regió d'Alvèrnia-Roine-Alps. L'any 2007 tenia 3.929 habitants.

## Demografia

### Població
El 2007 la població de fet de Jacob-Bellecombette era de 3.929 persones. Hi havia 1.880 famílies de les quals 1.100 eren unipersonals (332 homes vivint sols i 768 dones vivint soles), 392 parelles sense fills, 312 parelles amb fills i 76 famílies monoparentals amb fills.
La població ha evolucionat segons el següent gràfic:
Habitants censats

### Habitatges
El 2007 hi havia 2.083 habitatges, 1.993 eren l'habitatge principal de la família, 19 eren segones residències i 71 estaven desocupats. 399 eren cases i 1.640 eren apartaments. Dels 1.993 habitatges principals, 667 estaven ocupats pels seus propietaris, 1.301 estaven llogats i ocupats pels llogaters i 25 estaven cedits a títol gratuït; 539 tenien una cambra, 486 en tenien dues, 311 en tenien tres, 319 en tenien quatre i 338 en tenien cinc o més. 1.093 habitatges disposaven pel capbaix d'una plaça de pàrquing. A 1.047 habitatges hi havia un automòbil i a 525 n'hi havia dos o més.

### Piràmide de població
La piràmide de població per edats i sexe el 2009 era:
| Homes | Edats   | Dones |
| ----- | ------- | ----- |
| 0     | 95 o +  | 4     |
| 9     | 90 a 94 | 9     |
| 8     | 85 a 89 | 21    |
| 12    | 80 a 84 | 25    |
| 25    | 75 a 79 | 57    |
| 72    | 70 a 74 | 92    |
| 48    | 65 a 69 | 60    |
| 50    | 60 a 64 | 69    |
| 37    | 55 a 59 | 46    |
| 82    | 50 a 54 | 89    |
| 64    | 45 a 49 | 100   |
| 110   | 40 a 44 | 141   |
| 150   | 35 a 39 | 122   |
| 116   | 30 a 34 | 108   |
| 151   | 25 a 29 | 159   |
| 235   | 20 a 24 | 532   |
| 99    | 15 a 19 | 207   |
| 135   | 10 a 14 | 100   |
| 61    | 5 a 9   | 70    |
| 44    | 0 a 4   | 77    |

## Economia
El 2007 la població en edat de treballar era de 2.883 persones, 1.737 eren actives i 1.146 eren inactives. De les 1.737 persones actives 1.631 estaven ocupades (765 homes i 866 dones) i 106 estaven aturades (42 homes i 64 dones). De les 1.146 persones inactives 156 estaven jubilades, 863 estaven estudiant i 127 estaven classificades com a «altres inactius».

### Ingressos
El 2009 a Jacob-Bellecombette hi havia 1.497 unitats fiscals que integraven 3.019,5 persones, la mediana anual d'ingressos fiscals per persona era de 22.086 €.

### Activitats econòmiques
Dels 59 establiments que hi havia el 2007, 1 era d'una empresa alimentària, 3 d'empreses de fabricació d'altres productes industrials, 5 d'empreses de construcció, 8 d'empreses de comerç i reparació d'automòbils, 2 d'empreses d'hostatgeria i restauració, 1 d'una empresa d'informació i comunicació, 3 d'empreses financeres, 1 d'una empresa immobiliària, 15 d'empreses de serveis, 17 d'entitats de l'administració pública i 3 d'empreses classificades com a «altres activitats de serveis».
Dels 8 establiments de servei als particulars que hi havia el 2009, 1 era una oficina bancària, 1 paleta, 2 guixaires pintors, 1 fusteria, 2 perruqueries i 1 restaurant.
Dels 4 establiments comercials que hi havia el 2009, 1 era una gran superfície de material de bricolatge, 1 una botiga de més de 120 m², 1 una fleca i 1 una floristeria.
L'any 2000 a Jacob-Bellecombette hi havia 4 explotacions agrícoles.

## Equipaments sanitaris i escolars
L'únic equipament sanitari que hi havia el 2009 era una farmàcia.
El 2009 hi havia 1 escola maternal i 1 escola elemental.
```
Disposava de 5 centres universitaris, dels quals 3 eren unitats de formació universitària i recerca i 2 instituts universitaris.
```

## Poblacions més properes
El següent diagrama mostra les poblacions més properes.